# Ci siamo capiti male
Ci siamo capiti male è un singolo del cantautore italiano Biagio Antonacci, pubblicato il 15 novembre 2019 come primo estratto dal quindicesimo album in studio Chiaramente visibili dallo spazio.

## Video musicale
Il videoclip, diretto da Mauro Russo, è stato girato presso la Villa Malliana di Almenno San Bartolomeo con la partecipazione della nazionale italiana di nuoto sincronizzato.

## Tracce
Testi e musiche di Biagio Antonacci; edizioni musicali Iris Srl.
1. Ci siamo capiti male – 3:01